# Donald Martiny

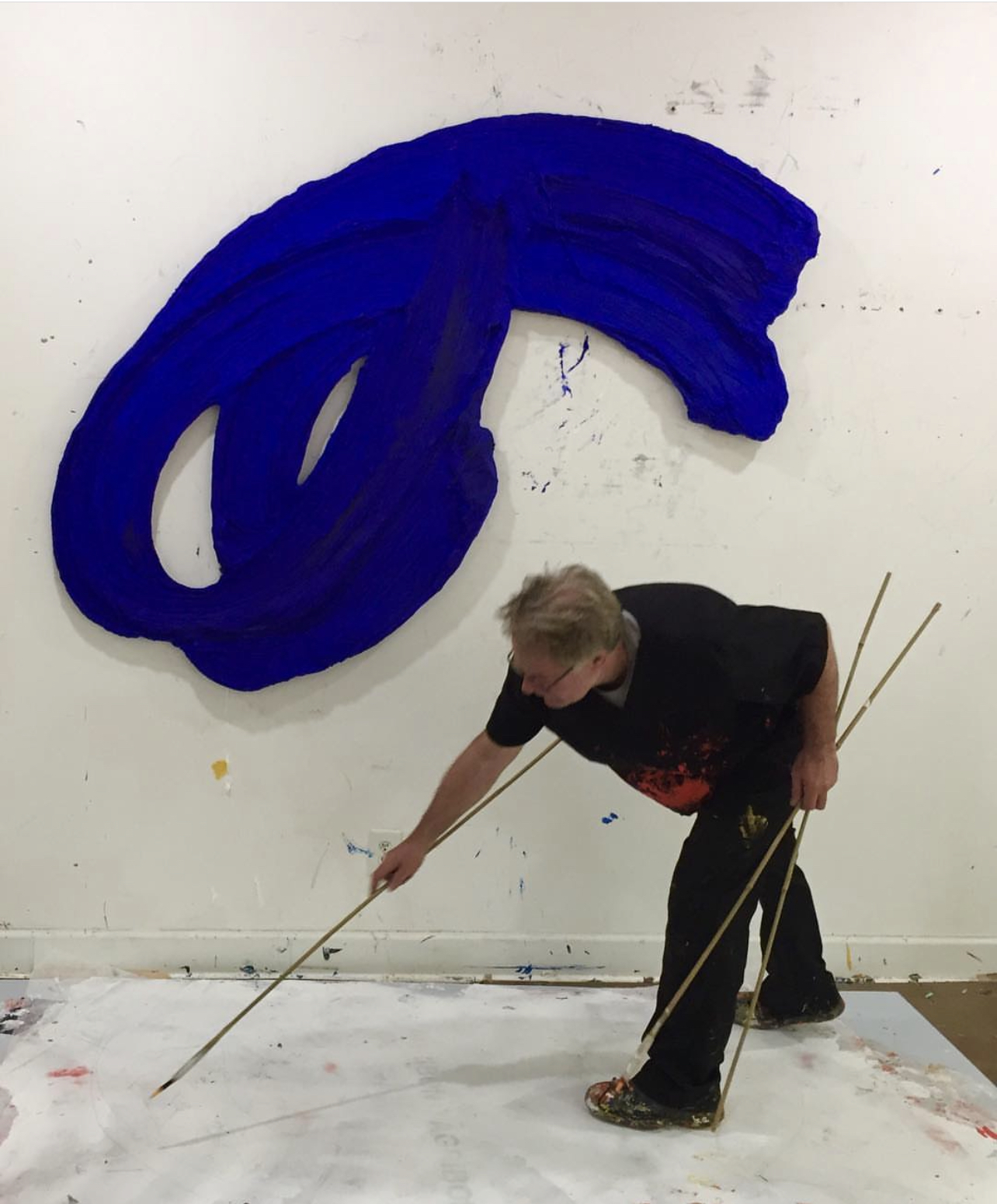
Donald Martiny in seinem Studio, 2023

Donald Martiny (* 1953 in Schenectady, New York) ist ein US-amerikanischer Künstler. Er ist ein Vertreter des Abstrakten Expressionismus.

## Leben
Donald Martiny studierte von 1977 bis 1980 an der School of Visual Arts in New York. Von 1980 bis 1983 war er Student an der Art Students League of New York. Parallel dazu besuchte er Kurse an der New York University zum Thema Kunst. Von 2007 bis 2009 bildete er sich an der Pennsylvania Academy of the Fine Arts weiter. Er lebt und arbeitet in Ivoryton, Connecticut.
2015 bekam Donald Martiny ein Stipendium als Artist in Residence der Sam & Adele Golden Foundation for the Arts in New Berlin, New York und war in der Jahresausstellung der Künstler dort vertreten. Ebenfalls im Jahr 2015 erhielt Donald Martiny den Auftrag zwei große Werke für das One World Trade Center zu fertigen, die dort ständig ausgestellt sind. Martiny war auch als Dozent tätig, u. a. an der Cornell University und am Ackland Museum of Art. Dort leitete er 2016 ein öffentliches Gespräch über den Maler Hans Hofmann im Rahmen einer Ausstellung von dessen Werken.

## Werk
Donald Martiny nennt sich selbst einen gestural abstractionist (deutsch: gestischer Abstraktionist). Im englischen Sprachraum bezeichnet dies eine Methode, wie der Maler die Farbe auf ein Objekt aufträgt:

“The idea was that the artist would physically act out his inner impulses, and that something of his emotion or state of mind would be read by the viewer in the resulting paint marks.”

„Die Idee war, dass der Künstler seine inneren Impulse physisch auslebt und dass der Betrachter etwas von seiner Emotion oder seinem Gemütszustand in dem sich daraus ergebenden Farbaufträgen widerspiegelt.“

Martiny selbst beschreibt seine Arbeit so:

“My paintings are actual authentic gestures. These brushstrokes are very much me and I want to be present in the works as honestly and authentically as I can be. They are a record of my physicality at a specific point in time.”

„Meine Bilder sind echte authentische Gesten. Diese Pinselstriche sind sehr ich und ich möchte in den Werken so ehrlich und authentisch wie möglich präsent sein. Sie sind eine Aufzeichnung meiner Körperlichkeit zu einem bestimmten Zeitpunkt.“

In Deutschland wird diese Maltechnik als Action Painting bezeichnet und gehört zum abstrakten Expressionismus. Martiny malt nicht auf Leinwänden oder rechteckigen Hintergründen. Seine Werke sind unmittelbar der gefrorene Pinselstrich, so wie Martiny ihn in seinen Bewegungen gestaltet hat. Dafür experimentierte Martiny jahrelang mit der Beschaffenheit der Farbe, die einerseits flüssig genug sein sollte, um den Pinselstrich gut wiedergeben zu können und gleichzeitig so haltbar in trockenem Zustand, dass das Werk an der Wand befestigt werden kann, ohne zu brechen. Verstärkt wird das fertige Werk durch eine in den genauen Maßen des Pinselstrichs zugeschnittenen Aluminiumplatte als Unterlage. Die Gemälde wirken dann wie ein Relief an der Wand.
Die Farbe, die Martiny verwendet, besteht aus einer Mischung aus wasserbasierten Polymeren, die mit Pigmenten angereichert werden. Manchmal streckt er diese Mischung noch mit so genannten Microbubbles (gasgefüllte Mikrobläschen), die dafür sorgen, dass die Farbe leicht wirkt.
Im Gegensatz zu anderen Künstlern des Action Paintings entstehen Martinys Werke nicht nur spontan. Er erstellt zunächst eine Skizze im Kleinen und, wenn sie ihm gefällt, produziert er das Werk in immer größeren Abmessungen. Dabei arbeitet er immer auf dem Boden, weil ihm diese Situation die größte Freiheit bei den Pinselstrichen gibt. Er stellt seine Pinsel selbst her, und manchmal nimmt er auch die Hände, um alle seine aktuellen Emotionen in dem Werk ausdrücken zu können.
Er sagt dazu: “Brushstrokes are dances trapped in paintings” (deutsch: „Pinselstriche sind Tänze, die in Gemälden gefangen sind.“)
Im November 2022 gestaltete Donald Martiny das Bühnenbild für die Tanzperformance von Amy Hall Garner von der Paul Taylor Dance Company im David H. Koch Theater im Lincoln Center for the Performing Arts, die den Titel Somewhere in the Middle trug: „Donald Martiny’s set — hanging brushstroke pieces that show dimension through the thick, sometimes bumpy paint texture — changes in color and shape throughout the work, matching the liveliness of Mark Eric’s bright costumes (briefs and bras overlaid with transparent fabric).“ (In Deutsch: „Das Bühnenbild von Donald Martiny - hängende Pinselstriche, die durch die dicke, manchmal holprige Farbtextur Dimensionen erkennen lassen - wechselt im Laufe des Stücks in Farbe und Form und passt zur Lebendigkeit von Mark Erics leuchtenden Kostümen (mit transparentem Stoff überzogene Slips und BHs).“)

## Videografie
- 2013: Video zu der Biennale Non-Objective, Le Pont-de-Claix, Frankreich (2013): 10′ 14″[8]
- 2015: Video über die Ausstellung Donald Martiny: Freeing the Gesture,  Fort Wayne Museum of Art, USA (Mai 2014): 09′ 26″[9]
- 2015: Video über die Ausstellung State of the Art – Art of the State, Cameron Art Museum, USA (2015): 05′ 18″[10]
- 2016: Video zu den Arbeiten von Donald Martiny im World Trade Center 02′ 32″[11]
- 2021: Video der Arbeiten von Donald Martiny in der Gruppenausstellung Color Theory,[12] Bentley-Gallery, Phoenix, Arizona, USA 01′ 20″
- 2023 (2019): Video zu der Ausstellung Donald Martiny: Fu in principio Materia Divina, Casa del Mantegna, Mantua, Italien (2019): 08′ 16″[13]

## Audio
- 2015: A Chapel Hill Artist Paints His Way Into The World Trade Center[14]

## Werke in Sammlungen (Auswahl)
- Art Collection of the One World Trade Center, New York[15]
- Grahm Gund Family Foundation, Cambridge, USA
- Patrick Duffy, Las Vegas Art Museum, Las Vegas, USA[16]
- Stadt Le Pont-de-Claix, Frankreich
- Newcomb Art Museum, New Orleans, Louisiana, USA[17]
- Crocker Art Museum, Sacramento, Kalifornien, USA[18]
- Amon Carter Museum, Fort Worth, Texas, USA[19]
- Phoenix Art Museum, Phoenix, USA[1]

## Einzelausstellungen (Auswahl)
- 2014: Donald Martiny: Freeing the Gesture[20], Fort Wayne Museum of Art, Fort Wayne, USA
- 2016: Donald Martiny Paintings. Freeing the Gesture[21], Alden B Dow Museum of Art and Science, Midland, USA
- 2017: Donald Martiny: Pittura a Macchia[22], Madison Gallery, La Jolla, USA
- 2017: Donald Martiny New Works: The River Series[23][24], Diehl Gallery, Jackson, USA
- 2017: Donald Martiny[25], Artea Gallery, Mailand, Italien
- 2017: NIOBasement, Rotterdam, Niederlande
- 2017: Overtones – Undercurrents[26], Horace Williams House, Preservation, Chapel Hill, USA
- 2018: Donald Martiny – Pinselstriche,[27] Klaus Braun Galerie, Stuttgart, Deutschland
- 2019: Donald Martiny: Divine Material,[28]  Museum Casa del Mantegna, Mantua, Italien
- 2019: Donald Martiny: Expanding the gestural Index,[29] Pentimenti Galerie, Philadelphia, USA
- 2019: Donald Martiny: Fu in principio Materia Divina (Donald Martiny: Am Anfang war Materia Divina),[30] Casa del Mantegna, Mantua, Italien
- 2021: Donald Martiny: Jacopo Tintoretto: Pathways,[31] Scala Contarini del Bovolo, Venedig, Italien

## Ausstellungsbeteiligungen (Auswahl)
- 2013: Fundaments,[32] Galerie Concret, Paris, Frankreich
- 2013: Pourquoi pas – Why not. 2e Biennale internationale d’art non objectif, Le Pont de Claix, Frankreich
- 2014: 25 Years Conny Dietzschold Galerie,[33] Conny Dietzschold Galerie, Köln, Deutschland
- 2014: 7 × Farbe pur. Monochrome Malerei, Galerie Klaus Braun, Stuttgart, Deutschland
- 2014: China Art Projects,[34] Conny Dietzschold Gallery, Sheung Wan, Hong Kong, China
- 2015: State of the Art – Art of the State,[35] Cameron Art Museum, Wilmington, USA
- 2015: Interact: Deconstructing Spectatorship: East Wing Biennial,[1] The Courtauld Institute of Art, London, England
- 2015: Is it...Monochrome, Colorfield, or Object?,[36] Gallery Sonja Roesch, Houston, USA
- 2015: Pino Pinelli, Donald Martiny, Bram Bogart,[37] ArteA Galerie, Mailand, Italien
- 2016: Made in Paint: Golden. Artworks of the 2015 artists in residence,[38] Sam & Adele Golden Foundation for the Arts, New Berlin, USA
- 2016: Plastische Malerei: Pino Pinelli, Donald Martiny und Matthias Lutzeyer,[39] Klaus Braun Galerie, Stuttgart, Deutschland
- 2016: 60 Americans,[40] MakeShift Museum, Los Angeles, USA
- 2016: It’s all about the hue,[41][42] GreenHill Center for NC Art, Greensboro, USA
- 2016: All Things Great and Small,[43] Falmouth Art Museum, Falmouth, Cornwall, England (mit u. a. John Salt, Slinkachu)
- 2017: Remember when this wasn’t quite how I remembered it?,[44] Pentimenti Gallery, Philadelphia, USA
- 2017: The Enduring Reasons Why: Celebrating 25,[45][46] Pentimenti Gallery, Philadelphia, USA
- 2017: Dialectical Praxis – Celia Johnson  & Donald Martiny,[47][48] Fred Giampietro Gallery, New Haven, USA
- 2017: State of the Art – Art of the State,[49] Cameron Art Museum, Wilmington, USA
- 2018: Roter Faden – Schwarz,[50] Galerie Klaus Braun, Stuttgart
- 2018/2019: Emergence,[51] Dimmitt Contemporary Art, Houston, USA
- 2018/2019: Art Window: Donald Martiny,[52] North Carolina Museum of Art, Raleigh, USA
- 2019: Simply Red,[53] Galerie Sonja Roesch, Houston, USA
- 2020: 2020 Front Burner: Highlights in Contemporary North Carolina Painting,[54] North Carolina Museum of Art, Raleigh, USA
- 2021: Color Theory,[55] Bentley Gallery, Phoenix, USA
- 2022: Personal Structures,[56] Palazzo Bembo, Venedig, Italien (im Rahmen des Begleitprogramms zur Biennale)

## Kunst im öffentlichen Raum
- 2015: Zwei Werke im One World Trade Center: Lenape (benannt nach einem Indianerstamm, der früher große Teile der heutigen Bundesstaaten New York und New Jersey bevölkerte) und Unami (benannt nach der mittlerweile ausgestorbenen Sprache der Lenapes).[57][58]
- 2019: Hugin + Munin (benannt nach Odins Raben Hugin und Munin) in der Lobby des Frost Tower in Fort Worth,[59] Fort Worth, USA